# 6-й армейский корпус (Великая армия)
6-й армейский корпус Великой армии (фр. 6e corps d'armée) — образован 29 августа 1805 года из частей, дислоцированных в лагере Монтрёй, и входивших в состав Армии Берегов Океана. 7 сентября 1808 года корпус переведён в состав Армии Испании.
Воссоздан 3 марта 1812 года на основе баварского контингента, с 1 апреля 1812 года – 6-й армейский корпус Великой армии.

## Боевой путь корпуса
Австрийская кампания 1805 года
- Гюнцбург (9 октября 1805 года)
- Хаслах-Юнгинген (11 октября 1805 года)
- Эльхинген (14 октября 1805 года)
- Михельсберг (15 октября 1805 года)
- Ульм (16 – 20 октября 1805 года)
- Шарниц (4 ноября 1805 года)

Прусская кампания 1806 года
- Йена (14 октября 1806 года)
- Магдебург (25 октября – 8 ноября 1806 года)

Польская кампания 1807 года
- Зольдау (25 декабря 1806 года)
- Гоф (6 февраля 1807 года)
- Прейсиш-Эйлау (8 февраля 1807 года)
- Гуттштадт и Деппен (5 – 6 июня 1807 года)
- Фридланд (14 июня 1807 года)

Сформирован 3 марта 1812 из 1-го и 2-го армейских корпусов королевства Баварии.
2(14) июля на подступах к Вильно корпус насчитывал 25000 чел., 17(29) июля он прибыл в Бешенковичи, откуда 24 июля (5 августа) направлен на помощь корпусу Н. Ш. Удино под Полоцк. Численность пехоты корпуса к 4(16) августа сократилась до 10000 чел. В стычке под Полоцком 5(17) августа был ранен генерал К. Винценти, убито и ранено 37 офицеров, 547 солдат.
6(18) августа в 1-м Полоцком сражении был смертельно ранен генерал Э. Деруа, ранен генерал К. Раглович, убито и ранено 118 офицеров, свыше 1260 солдат. 7(19) августа командование обеими дивизиями принял ген. К. Вреде, каждая дивизия была сведена в 2 бригады.
10(22) августа в бою у Белого смертельно ранен генерал Ю. Зибайн, убито и ранено 17 офицеров и около 240 солдат. Во время затишья баварцы сильно страдали от нехватки продовольствия и болезней; в сентября корпус насчитывал всего 4560 чел.
6(18) – 7(19) октября корпус участвовал во 2-м сражении под Полоцком. На следующий день они атаковали авангард корпуса Штейнгеля и взяли в плен свыше 2000 чел., однако 12(24) октября при поспешной перемене позиции корпус потерял обоз, в котором находились все 22 батальонных знамени и касса с 16 тыс. флоринов.
После отхода 2-го корпуса к югу, Вреде двинулся к местечку Глубокое, чтобы прикрыть Вильно. 16(28) октября он прибыл в Докшицы, 25 октября (6 ноября) корпус, численность к-рого сократилась до 2000 чел., был переформирован, а 1(13) ноября усилен подкреплением (до 3400 пехоты, св. 90 кавалеристов, 16 орудий) и поддержан двумя маршевыми бригадами ген. Ж. Франчески и Л. Кутара (6120 чел., 8 орудий), но из-за сильных морозов вскоре вновь поредел.
По приказу А. Бертье 18(30) ноября корпус двинулся из Докшиц в Вилейку (раненые и больные баварцы захвачены казаками Ф. К. Теттенборна). 22-24 ноября (4-6 декабря) корпус отбивался от казаков в Вилейке, затем занимал позицию в Слободке, где из-за морозов его численность сократилось до 1000 чел. 27 ноября (9 декабря) корпус пробился в Вильно через войска Е. И. Чаплица. 1-я дивизия ген. П. Деламотта из-за мороза уменьшилась со 170 до 20 чел., которые 1(13) декабря были взяты в плен. 2-я дивизия ген. К. Беккерса также сократилась со 150 до 20 чел., которые 1(13) декабря достигли Ковно.

## Состав корпуса
На 25 сентября 1805 года:
- 1-я пехотная дивизия (дивизионный генерал Пьер Дюпон де л'Этан)
- 2-я пехотная дивизия (дивизионный генерал Луи Луазон)
- 3-я пехотная дивизия (дивизионный генерал Жан-Пьер Малер)
- бригада лёгкой кавалерии (полковник Огюст де Кольбер)

На 14 октября 1806 года:
- 1-я пехотная дивизия (дивизионный генерал Жан Маршан)
- 2-я пехотная дивизия (дивизионный генерал Жан-Пьер Малер)
- бригада лёгкой кавалерии (бригадный генерал Огюст де Кольбер)

На 8 февраля 1807 года:
- 1-я пехотная дивизия (дивизионный генерал Жан Маршан)
- 2-я пехотная дивизия (дивизионный генерал Гаспар Гарданн)
- бригада лёгкой кавалерии (бригадный генерал Огюст де Кольбер)

На 1 апреля 1807 года:
- 1-я пехотная дивизия (дивизионный генерал Жан Маршан)
- 2-я пехотная дивизия (дивизионный генерал Батист Биссон)
- бригада лёгкой кавалерии (бригадный генерал Огюст де Кольбер)

На 1 июля 1812 года:
- 19-я пехотная дивизия (генерал от инфантерии Бернгард фон Деруа)
- 20-я пехотная дивизия (генерал от кавалерии Карл-Филипп фон Вреде)

На 30 марта 1814 года:
- 1-я пехотная дивизия (дивизионный генерал Жан-Тома Арриги)
- 2-я пехотная дивизия (дивизионный генерал Этьенн Рикар)

## Командование корпуса

### Командующие корпусом
- маршал Мишель Ней (29 августа 1805 – 7 сентября 1808)
- дивизионный генерал (маршал с 27 августа 1812) Лоран Гувьон-Сен-Сир (1 апреля 1812 – 10 февраля 1813)
- маршал Огюст Мармон (12 марта 1813 – 31 марта 1814)

### Начальники штаба корпуса
- бригадный генерал (дивизионный с 29 июня 1807) Адриан Дютайи (29 августа 1805 – июль 1808)
- бригадный генерал Филипп д’Альбиньяк (1812)

### Командующие артиллерией корпуса
- бригадный (дивизионный с 8 февраля 1806) генерал Жан-Николя Серу (29 августа 1805 – 7 сентября 1808)
- полковник Эспьяр де Колонь (1812)

### Командующие инженерных войск корпуса
- полковник Луи Казаль (29 августа 1805 – )
- командир батальона Жан-Батист Прюдомм (1807)